# Noppol Pitafai
Noppol Pitafai (tiếng Thái: นพพล ปิตะฝ่าย, sinh ngày 2 tháng 1 năm 1985), là một cầu thủ bóng đá người Thái Lan thi đấu ở vị trí hậu vệ trái cho câu lạc bộ Giải bóng đá Ngoại hạng Thái Lan Suphanburi.

## Sự nghiệp quốc tế
Anh thi đấu cho Đội tuyển bóng đá quốc gia Thái Lan năm 2006 dưới quyền huấn luyện viên Thái Lan Charnwit Polcheewin. Năm 2013, anh được triệu tập vào đội tuyển quốc gia bởi Surachai Jaturapattarapong to the Vòng loại Cúp bóng đá châu Á 2015. Vào tháng 10 năm 2013 anh vào sân từ ghế dự bị trước Bahrain, trong trận giao hữu.

### Quốc tế
Tính đến 12 tháng 11 năm 2015
| Đội tuyển quốc gia | Năm  | Số trận | Bàn thắng |
| ------------------ | ---- | ------- | --------- |
| Thái Lan           | 2013 | 3       | 0         |
| Thái Lan           | Tổng | 3       | 0         |

## Danh hiệu

### Quốc tế
U-23 Thái Lan
- Sea Games
  -  Gold medal (2): 2005, 2007